# Afganisztán közlekedése

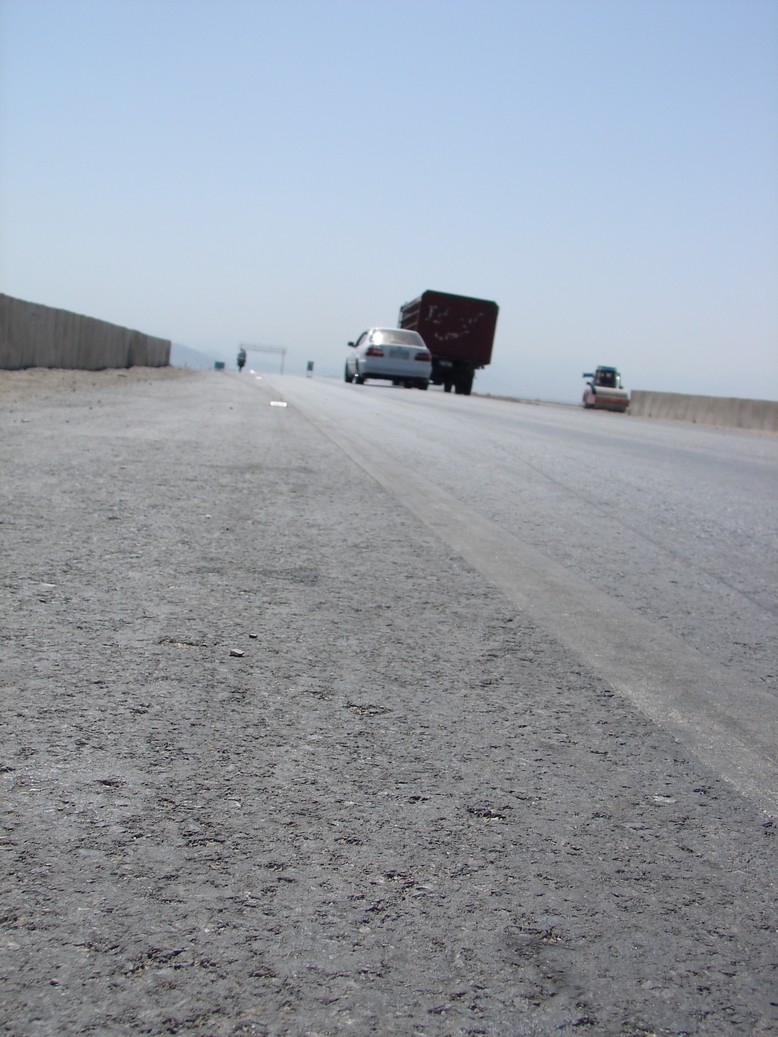
A Kabul és Dzsalálábád közötti főútvonal

Afganisztán közlekedése vasúti, közúti, vízi és légi közlekedésből, valamint vezetékes szállításból áll.

## Vasúti közlekedés
Az ország teljes vasúthálózata 25 km-nél kevesebb, melynek egységes nyomtávja 1524 mm. A korábbi afgán kormányok politikai okokból nem támogatták a vasútépítést. Egy 10 km hosszúságú szakasz Türkmenisztánba vezet (melynek felújítása 2007-ben kezdődött). Egy másik, 15 km hosszúságú szakasz pedig Üzbegisztánba vezet az Afgán-üzbég Barátság Hídján át.

## Közúti közlekedés
A teljes közúthálózat hossza 34 903 km, melyből 17 903 km burkolt, 17 000 km pedig burkolatlan (2017). A tálib rendszer bukása után elkezdték fejleszteni a közutakat, melyeknek eredményeként 2007-ben átadtak egy hidat, mely Afganisztánt Tádzsikisztánnal köti össze (a híd 37 millió dollárba került). Az Üzbegisztánba átvezető közúti-vasúti hidat már korábban helyreállították.
Az ország északi és déli részei között rossz a közúti kapcsolat. A legjelentősebb olyan útvonal, amely egész évben járható, a Hindukus hegység alatt húzódó Szálang-alagúton vezet keresztül.
Az utakon jobb oldali közlekedés van.
A vidéki területeken és a kisvárosokban a lovakat és a szamarakat is közlekedési célokra használják.

## Csővezetékek
A kőolajvezetékek Üzbegisztánba illetve Türkmenisztánba vezetnek. A földgáz-szállító vezetékek teljes hossza 466 km.

## Vízi közlekedés
Afganisztán vízi közlekedésének alapját az Amu-darja folyó képezi. Az összes viziút hossza 1200 km (nagyrészt az Amu-darja). Folyami kikötők: Kheyrabad, Balkh és Sher Khan Bandar.

## Légi közlekedés

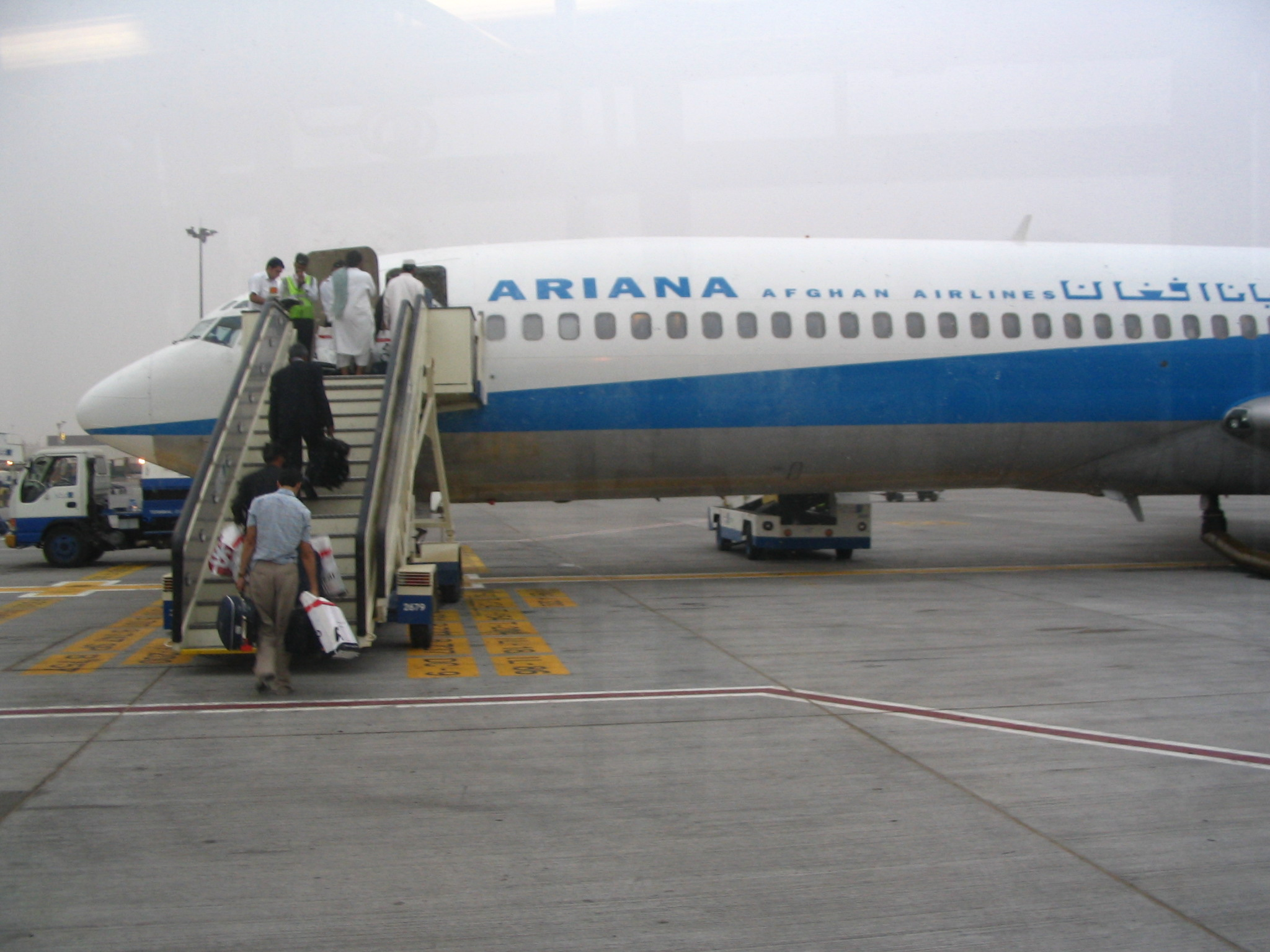
Az Ariana afgán nemzeti légitársaság egy gépe a kabuli repülőtéren

Az ország polgári repülőgépeinek regisztrációs kódja: YA
Az országban 46 repülőtér található, melyből 29 burkolt kifutópályával, 17 pedig burkolatlan kifutópályával rendelkezik (2020).

### Burkolt kifutópályával
- 3000 méter felett: 4 repülőtér
- 2500 és 3000 méter között: 8 repülőtér
- 1500 és 2500 méter között: 12 repülőtér
- 1500 méter alatt: 5 repülőtér

### Burkolatlan kifutópályával
- 3000 méter felett: 0 repülőtér
- 2500 és 3000 méter között: 1 repülőtér
- 1500 és 2500 méter között: 7 repülőtér
- 1000 és 1500 méter között: 4 repülőtér
- 1000 méter alatt: 5 repülőtér

### Helikopter leszállóhely
- 1 db

### Fontosabb repülőterek
- Kabuli nemzetközi repülőtér
- Kandahári nemzetközi repülőtér

## Fordítás
- Ez a szócikk részben vagy egészben  a   Transport in Afghanistan című angol Wikipédia-szócikk fordításán alapul.  Az eredeti cikk szerkesztőit annak laptörténete sorolja fel. Ez a jelzés csupán a megfogalmazás eredetét és a szerzői jogokat jelzi, nem szolgál a cikkben szereplő információk forrásmegjelöléseként.